# Cooper T66
La Cooper T66 è una monoposto di Formula 1 realizzata dalla scuderia britannica Cooper per partecipare al campionato mondiale di Formula 1 1963 e 1964. 
La vettura, con il telaio evoluto rispetto alla precedente T60 che andava a sostituire, aveva una geometria delle sospensioni evoluta.